# 小野武志
小野 武志（おの たけし、1974年9月30日 - ）は、日本のプロレスラー。

## 経歴
1994年10月18日、プロフェッショナルレスリング藤原組の対田中稔戦でデビュー。
1995年11月19日、藤原組を退団。12月、石川雄規らと共に格闘探偵団バトラーツを設立。
1997年、折原昌夫とタッグチーム「トンパチ・マシンガンズ」を結成。
1998年、みちのくプロレスに参戦して折原が扮する「サスケ・ザ・グレート」とタッグを組んでブラック・タイガーのマスクを被って「マスクド・タイガー」としてザ・グレート・サスケとタイガーマスクと敵対していた。タイガーマスクを相手に「虎ハンター」を名乗っていた。
2001年10月26日、バトラーツが活動停止。
2005年3月、フーテン・プロモーションに入団。
2014年1月23日、フーテンを退団。

## 得意技
オヌゥ固め
羽根折り腋固めと同型。
タコ絡み
バズソーキック
仰向けになった相手の上半身を起こして相手の左側頭部を振り抜いた右足の甲で蹴り飛ばす。
各種キック

## タイトル歴
- バチバチ・タッグトーナメント優勝
- ONE NIGHTタッグトーナメント優勝